# Bezirkssparkasse Reichenau
Die Bezirkssparkasse Reichenau ist eine Sparkasse in Baden-Württemberg mit Sitz in Reichenau am Bodensee. Sie ist eine Anstalt des öffentlichen Rechts.

## Geschäftsgebiet und Träger
Die Träger der Bezirkssparkasse Reichenau sind die Gemeinden Reichenau und Allensbach.
Die Trägergemeinde Reichenau erstreckt sich von der Insel bis hin zum Festland, dem Ortsteil Waldsiedlung. Die weitere Trägergemeinde Allensbach hat  am 1. Juli 1974 Langenrain-Freudental und Kaltbrunn dazubekommen. Zum Jahreswechsel am 1. Januar 1975  durch die Eingemeindung des Teilortes Hegne,  hat die Gemeinde Allensbach eine beachtliche Stärkung erfahren. Seither sind die Gemeinden Reichenau und Allensbach die Träger der Sparkasse.

## Geschichte
Der Gedanke zur Gründung einer Ersparnis-, Spar- und Waisenkasse geht auf den Münsterpfarrer Adolf Wehrle zurück. Nachdem vom Großherzoglichen Ministerium des Inneren am 3. September 1892 die Satzung für die Sparkasse nach §1 des Sparkassengesetzes genehmigt war, verfasste der Gemeinderat Reichenau unter Vorsitz von Bürgermeister Joseph Koch den Gründungsbeschluss am  1. Oktober 1892.  Hierfür übernahm die Gemeinde Reichenau die Haftung. Die Amtsgeschäfte wurden zunächst in einem Zimmer des Rathauses von einem Rechner und einem Kontrolleur abgewickelt. Die erste Jahresbilanz wurde 1892 von Gemeinderat Eduard Riedle erstellt. Dieser erste Jahresabschluss erzielte einen Überschuss von 136,40 Mark bei einer Einlagensumme von 57.656,71 Mark.

## Geschäftszahlen
Die Bezirkssparkasse Reichenau wies im Geschäftsjahr 2023 eine Bilanzsumme von 1,69 Mrd. Euro aus und verfügte über Kundeneinlagen von 959,27 Mio. Euro. Gemäß der Sparkassenrangliste 2023 liegt sie nach Bilanzsumme auf Rang 259. Sie unterhält 5 Filialen/Selbstbedienungsstandorte und beschäftigt 168 Mitarbeiter.
| Jahr | Bilanzsumme 1 |
| ---- | ------------- |
| 1960 | 5,93 Mio. €   |
| 1970 | 25,00 Mio. €  |
| 1980 | 68,46 Mio. €  |
| 1990 | 176,60 Mio. € |
| 2000 | 595,96 Mio. € |
| 2010 | 756,33 Mio. € |
| 2015 | 1.002 Mio. €  |
| 2020 | 1.401 Mio. €  |

## Sparkassen-Finanzgruppe
Die Bezirkssparkasse Reichenau ist Teil der Sparkassen-Finanzgruppe und gehört damit auch ihrem Haftungsverbund an. Er sichert den Bestand der Institute und sorgt dafür, dass sie auch im Fall der Insolvenz einzelner Sparkassen alle Verbindlichkeiten erfüllen können. Die Sparkasse vermittelt Bausparverträge der regionalen Landesbausparkasse, offene Investmentfonds der Deka und Versicherungen der SV SparkassenVersicherung. Im Bereich des Leasing arbeitet die Bezirkssparkasse Reichenau mit der  Deutschen Leasing zusammen. Die Funktion der Sparkassenzentralbank nimmt die Landesbank Baden-Württemberg wahr.

## Geschäftsstellen

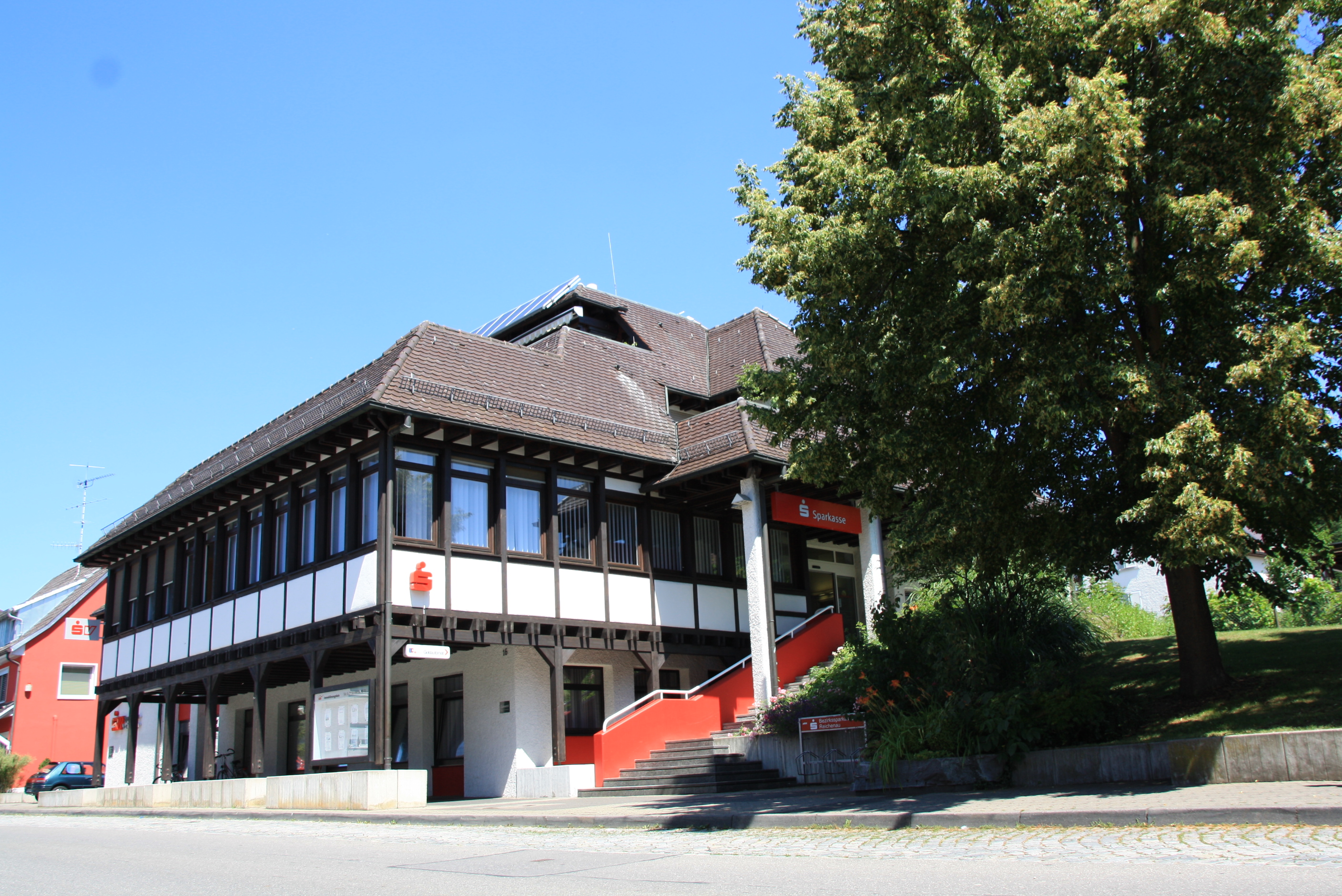
Geschäftsstelle Allensbach

### Hauptgeschäftsstelle
- 1892: Gründung  als „Spar- und Waisenkasse Reichenau“ (Erster Geschäftsraum:  ein kleines Zimmer im Rathaus)
- 1938: Umzug in das erste eigene Geschäftsgebäude  in der Burgstraße 2, Reichenau (ehemals Gasthaus zur Krone)
- 1963: Umzug in das neue Sparkassengebäude in der Pirminstraße 145, Reichenau
- 1975: Erste Erweiterung der Hauptstelle um einen Anbau
- 1984: Zweite Erweiterung der Hauptstelle um einen Anbau
- 1988: Umbau des Kundeneingangsbereiches, zwecks der Inbetriebnahme des Geldautomaten und Kontoauszugsdruckers
- 2000: Umzug in das heutige Hauptstellengebäude (ehemaliges Hotel Kaiserpfalz)
- 2013: Erweiterung um einen Anbau

### Geschäftsstellen

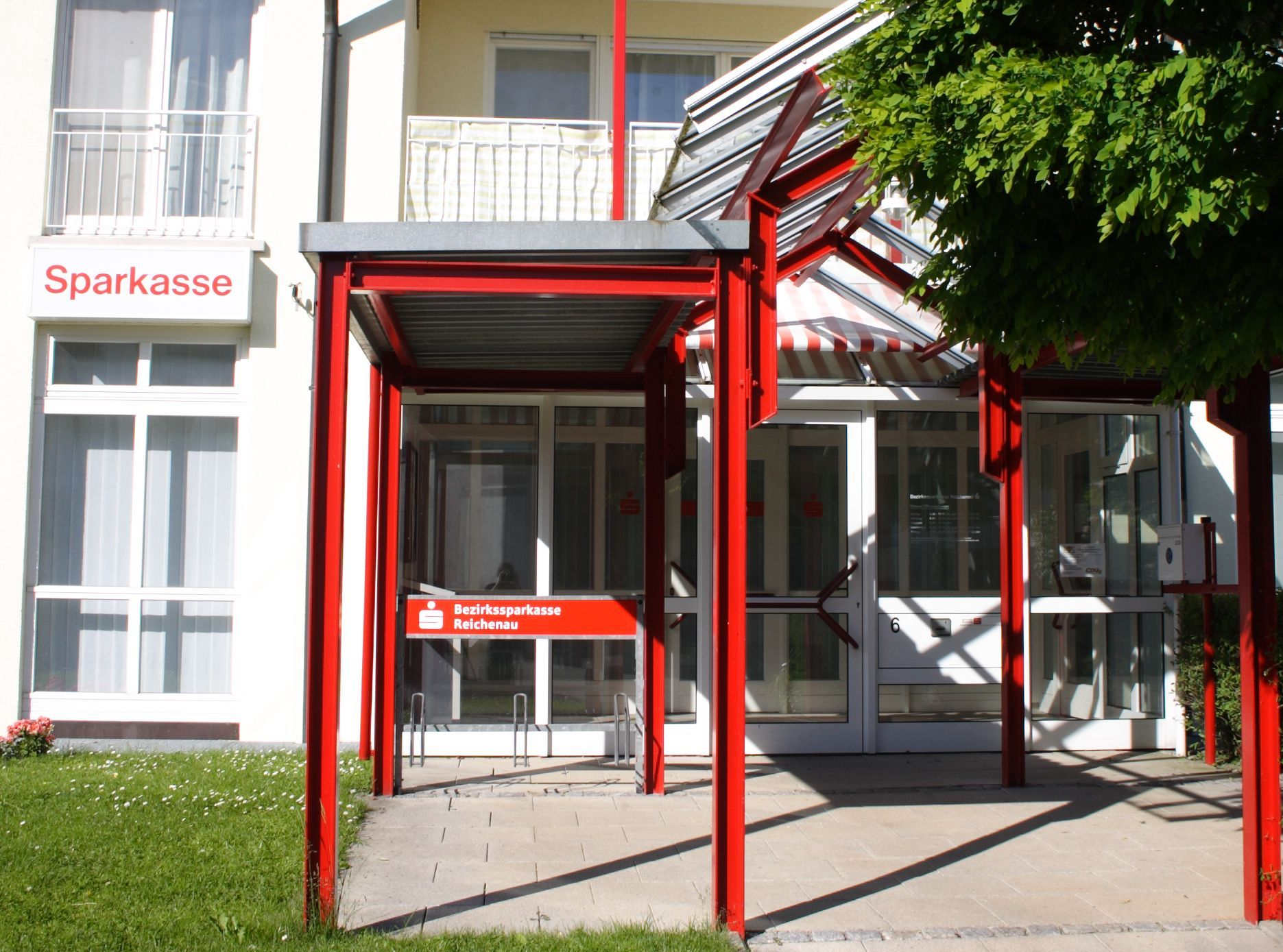
Eingang der Geschäftsstelle in Hegne

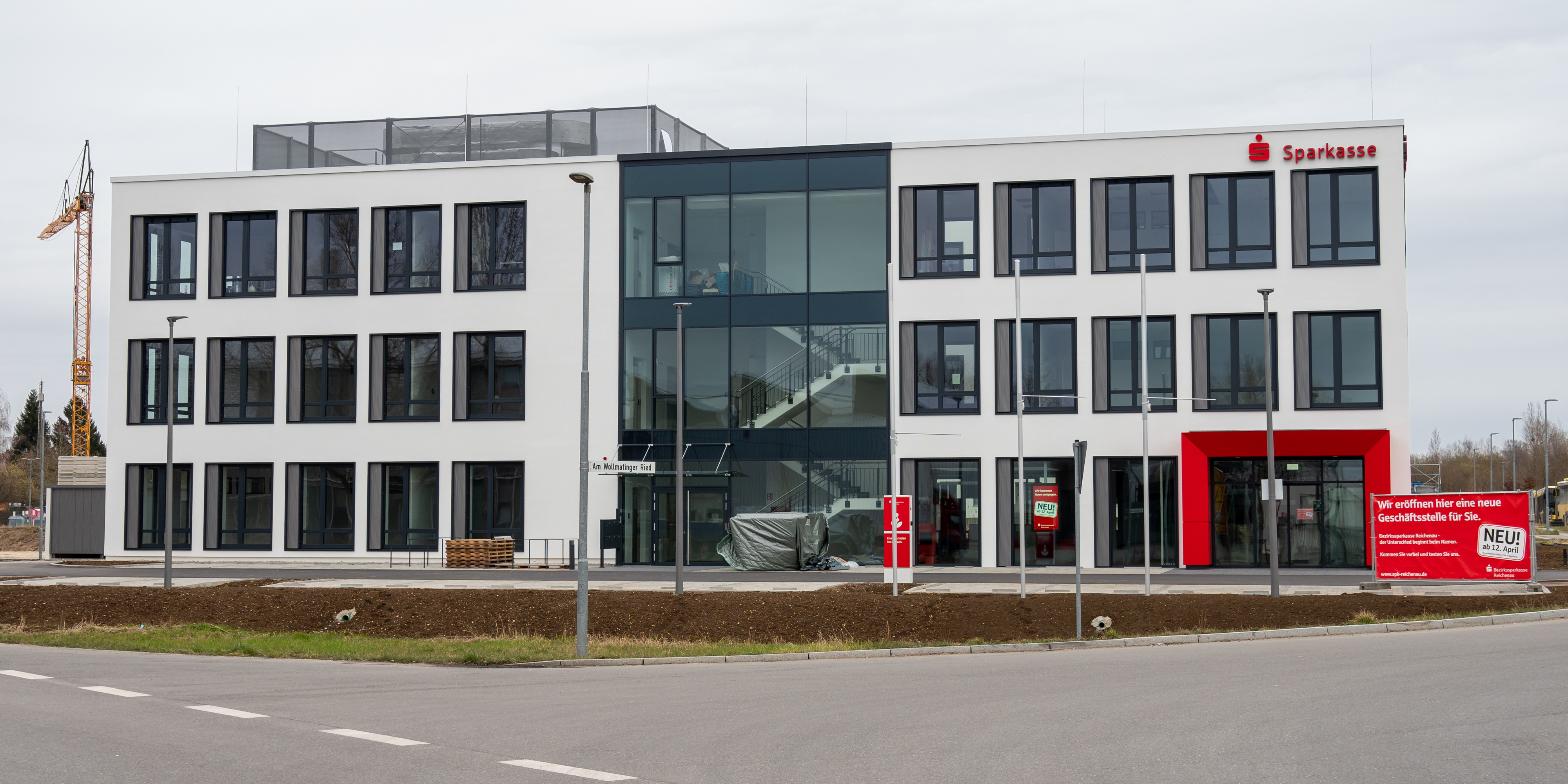
Geschäftsstelle Göldern

- Reichenau Göldern-Lindenbühl (Eröffnung 2021)
- Allensbach (Eröffnung 1931)
- Hegne (Eröffnung 1972)
- Kaltbrunn (Eröffnung 1994)

## Vorstand
Der Vorstand der Bezirkssparkasse Reichenau hat von Gründung bis heute eine lange Entwicklungsphase durchgemacht. In den Gründerjahren waren für die zu erledigten Aufgaben ein Rechner und ein Kontrolleur oder auch Kassierer zuständig. Alle wichtigen Entscheidungen wie z. B. über Personal oder Kreditthemen hat jedoch der Verwaltungsrat getroffen. Aus den sogenannten Kontrolleuren und Rechnern, sind später Geschäftsleiter und zweite Beamte geworden, für die in enger Anlehnung an die Kommunen bis Anfang 1976 der Beamtenstatus zwingend vorgeschrieben war. Das Nachfolgeorgan war wie er bis heute besteht der Vorstand, der aus mindestens zwei Personen bestehen muss. Im Laufe der Zeit wurde diesem immer mehr Verantwortung zugewiesen.
Rechner, Geschäftsleiter oder Vorstandsvorsitzende waren:
- Eduard Riedle 1892–1894
- Christian Honsell 1895–1897
- Adolf Wehrle 1898–1913
- Hermann Sauter 1921–1945
- Josef Schnering 1945–1963
- Albert Zinner 1964–1992
- Lothar Lindenmayer 1992–2004
- Johann Roth ab 2004–2020
- Günter Weber ab 2021

Stellvertreter (Kontrolleure, Zweite Beamte oder Vorstandsmitglieder) waren:
- Adolf Wehrle
- Christian Honsell
- Xaver Stengele bis 1933
- Ludwig Leonhard 1933–1937
- Anton Schmäh 1937–1940
- Emil Uricher 1948–1984
- Lothar Lindenmayer 1984–1992
- Johann Roth 1992–2004
- Günter Weber 2004–2020
- Alexander Bertram ab 2021